# Церква Всіх Святих (Віттенберг)

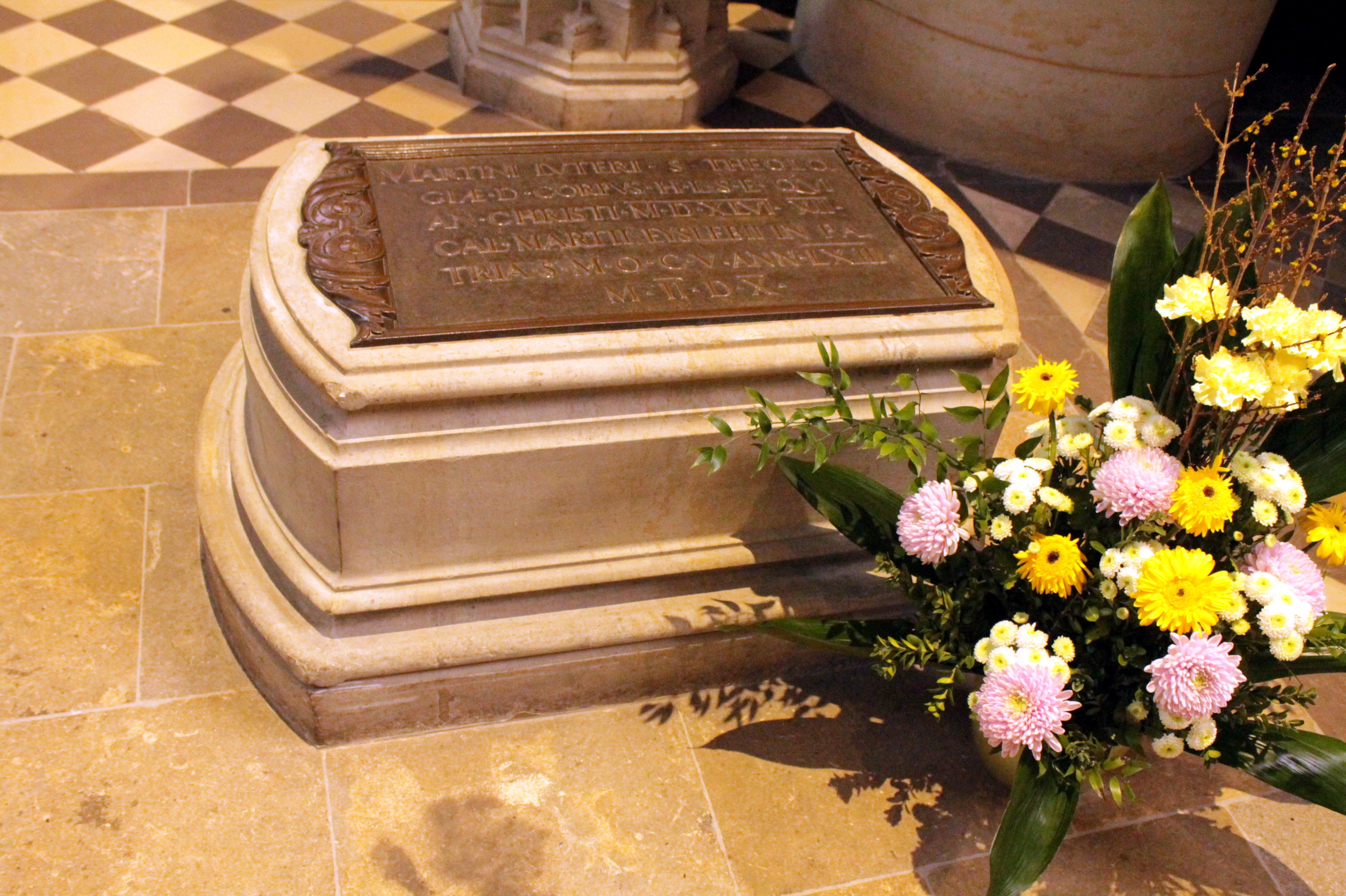
Могила Мартіна Лютера, Шлосскірхе, Віттенбург

Церква Всіх Святих, яку зазвичай називають Schlosskirche (Замкова церква), щоб відрізнити її від Stadtkirche (Міська церква) Святої Марії — а іноді відома як Реформаторська меморіальна церква — лютеранська церква у Віттенберзі, Саксонія-Ангальт, Німеччина. Місце, де, за словами Філіпа Меланхтона, були опубліковані дев'яносто п'ять тез Мартіном Лютером у 1517 році, це стало початком протестантської реформації. З 1883 р. Церква була відновлена як пам'ятне місце та знову відкрита 31 жовтня 1892 р., через 375 років після розміщення Лютера.
Перша каплиця, віддана Всім святим, була споруджена в новій резиденції асканійського герцога Рудольфа I Саксько-Віттенберзького приблизно з 1340 року. Освячена 6 травня 1346 р. Рудольф підпорядкував це приміщення безпосередній юрисдикції Священного Престолу. Подальші пожертви, зроблені його наступником герцогом Рудольфом II, було визначено головною церквою Віттенберга папою Боніфацієм IX у 1400 році.

### Заснування

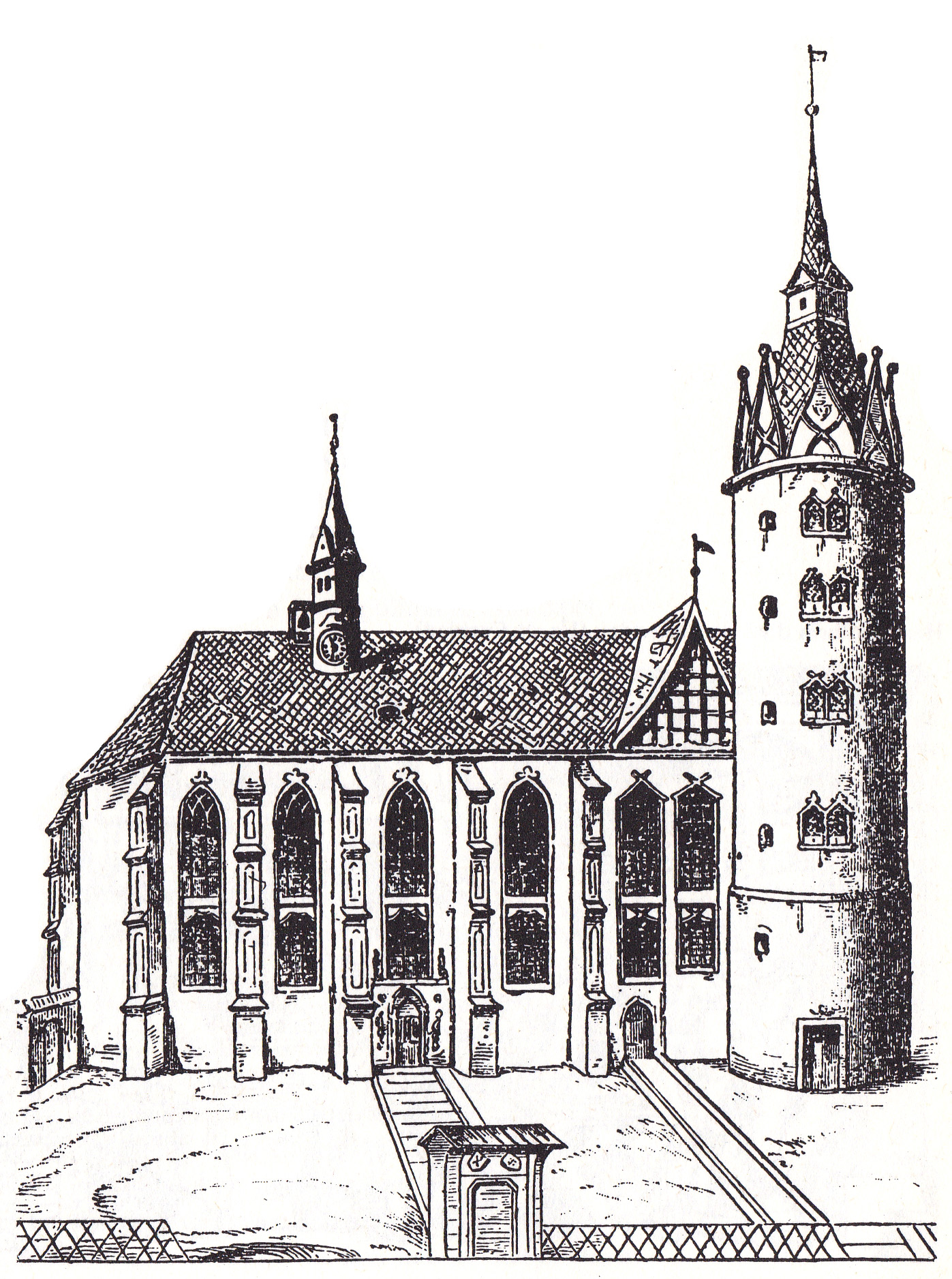
Церква замку Віттенберга, за деревом Лукаса Кранаха Старшого (1509)

Коли наприкінці XV століття князь Веттін Фрідріх III Мудрий, курфюрст Саксонії з 1486 року, відбудував колишню асканійську фортецю, архітектор Конрад Пфлюгер (c. 1450—1506 / 07) та зведена між 1490 та 1511 рр. у стилі пізньої готики. Освячений 17 січня 1503 року, він увійшов до складу виборчого замку Фредеріка або Резенденшлосса, який також називають Schloss Wittenberg. Сприятливе становище Тільмана Ріменшнайдера, Якопо де Барбарі та Альбрехта Дюрера сприяла побудові замкового комплексу, а потім і церкви.
Після того як в 1502 р. курфюрст Фредерік III заснував Віттенберзький університет (Лейкорея) і отримав підтвердження папським легатом Реймоном Переуді в 1507 році, Всіх святих слугувала як каплиця до університету, і воно швидко перетворилося на важливий академічний і культовий центр. Студенти отримували титул доктора, а реформатор Філіп Меланхтон виголосив свою відому вступну промову в церкві. Розвилась традиція поховання академічних сановників університету при церкві. Кілька помітних епітафій збереглися до сьогодні.

### Двері з тезами

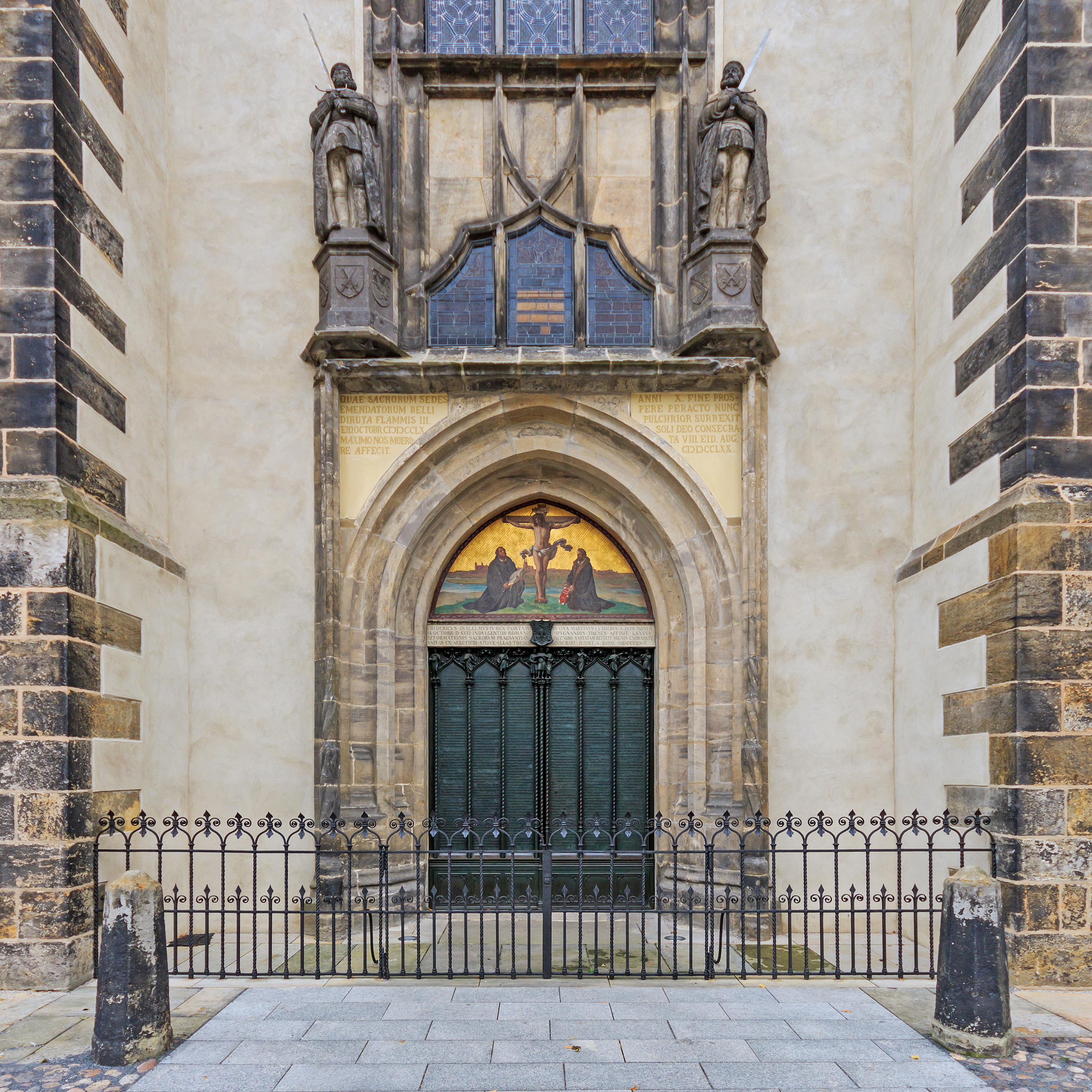
«Двері тези», вшанування пам'яті Дев'яносто п'яти тез Лютера

Основна частина брами часто використовувалась працівниками університету для напису повідомлень та оголошень; прийнято вважати, що 31 жовтня 1517 року, напередодні Дня всіх святих, Мартін Лютер розмістив свої дев'яносто п'ять Тез на дверях Церкви Всіх Святих. Цей акт, сприяв суперечці щодо продажу індульгенцій, зазвичай вважається каталізатором протестантської реформації. Незалежно від того, відбулася подія чи ні, не можна остаточно встановити. Тим не менше Лютер надіслав свої заперечення в листі до архієпископа Альберта Майнцького в той же день.
Фрідріх Мудрий помер у 1525 році і був похований у Замковій церкві. Того ж року було здійснено лютеранський обряд. Церква стала місцем поховань самого Мартіна Лютера в 1546 році та Філіппа Меланхтона в 1560 році.
Коли під час семирічної війни фортеця Віттенберг була окупована прусською армією та обстріляна імператорськими військами у 1760 році, Замкова церква була спалена внаслідок обстрілу. Вибух залишив стояти лише половину фундаменту, і жодна з дерев'яних брам не зберіглося. Всіх Святих незабаром була відновлена, хоча без багатьох безцінних творів мистецтва, які були назавжди втрачені.
Після того, як Віттенберг був включений до прусської провінції Саксонія, король Фредерік Вільям IV у 1858 році наказав встановити пам'ятні бронзові двері на підставки, де були розташовані оригінальні дерев'яні. На дверях тези були написані в оригінальній латинській формі. Самі двері важать 2 200 фунтів (1 000 кг). з орнаментами, модельованими Фрідріхом Дрейком. 10 листопада 1858 року, через 375 років після народження Мартіна Лютера, нові двері були відзначені на урочистій церемонії. Над дверима — розпис роз'ятя барабанної перетинки, що зображує Лютера зліва з його німецьким перекладом Біблії, а Філіпа Меланхтона справа — з Аугсбурською сповідою 1530 року, головною сповіддю віри в Лютеранській церкві, яку утворили Лютер і Меланхтон. Ці двері є одними з найбільш фотографованих у Європі.

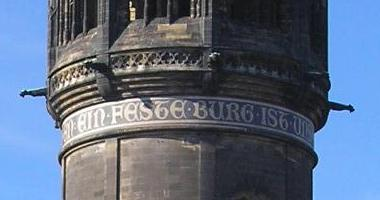
«Міцний замок — це наш Бог», напис на вежі церкви

З нагоди четвертого століття з дня народження Лютера у 1883 р. розпочалася масштабна реставрація Всіх Святих у неоготичному стилі під керівництвом прусського архітектора Фрідріха Адлера його учнем Полом Фердинандом Грота (1859—1955). Реконструкція інтер'єру включала нинішній стеля з реберного склепіння та пілястри, а також матронею та апсиду. Також 88-метрів (289 фут) -будувались усі шпилі, з яких можна отримати гарний вид на місто Віттенберг та навколишню сільську місцевість. Цитата «Ein feste Burg ist unser Gott» («Могутня фортеця — це наш Бог») з одного з гімнів Лютера оточує вежу.
31 жовтня 1892 року, через 375 років після того, як Лютер виклав свої 95 тези на дверях церкви, Всіх Святих була відновлена.

## Сучасний стан

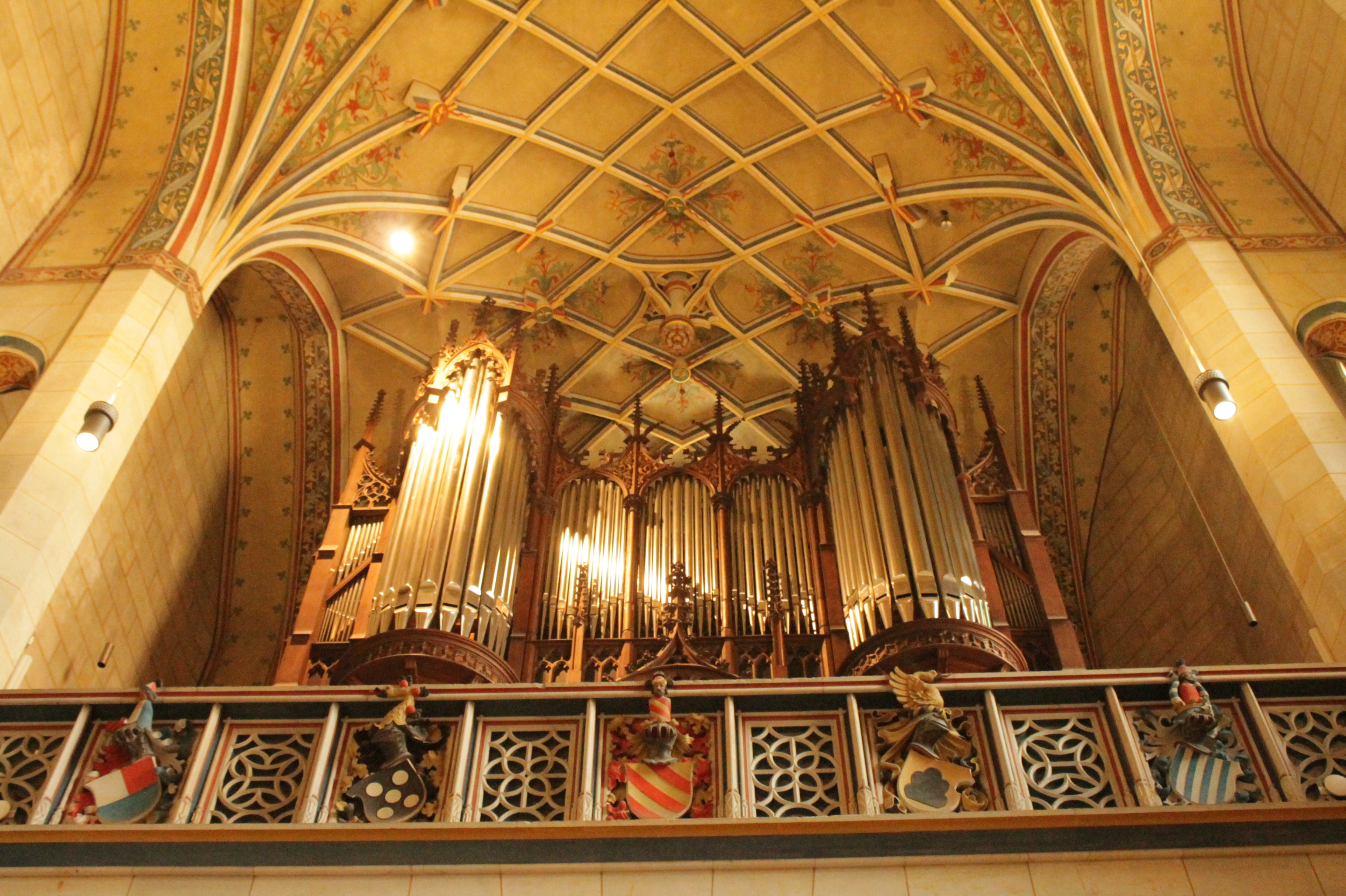
Орган Шлосскірхе, Віттенберг

Парафія Лютеранської Замкової Церкви була створена у 1949 році. Пізніше вона перетворилася на центр східнонімецького мирного руху (мечі до орачів), коли Фрідріх Шорлеммер служив тут проповідником з 1978 року. У 1983 році, через 500 років після народження Лютера, у Всіх Святих було встановлено 12 нових вітражів. Вони вшанували найважливіших студентів-реформаторів Лютера, і були створені Ренатом Брьомме у стилі «вічності» на замовлення Лютеранської світової федерації. У 1999—2000 роках було додано новий дах з глазурованої цегли.
Сьогодні Церква Всіх Святих служить не лише як місце поклоніння, але також розміщуються історичні архіви міста, є будинок-музей Рімера та молодіжний гуртожиток. Зважаючи на п'ятсоту річницю тез Лютера, будівля знову зазнала масштабного ремонту. Церква була святково відкрита 2 жовтня 2016 року в присутності президента Данії Йоахіма Гаука і королеви Данії Маргарет II, які присвятили фронтальний вівтар, розроблений її власноруч.

## Гробниці та художні твори

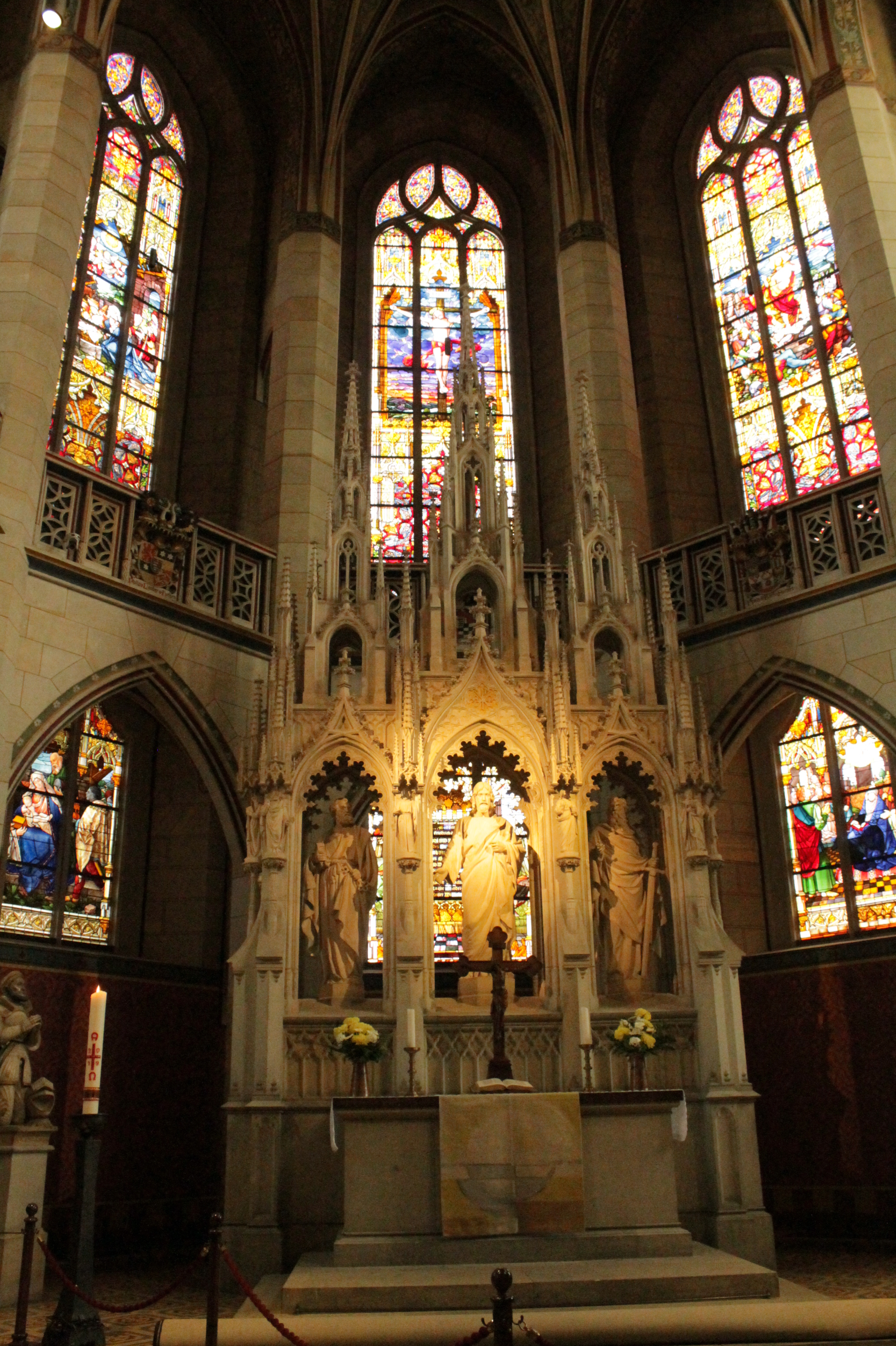
Вівтарні та східні вікна, Замкова Церква, Wittenberg

Гробниці Мартіна Лютера та Філіпа Меланхтона розташовані у церкві Всіх Святих. На гробі Лютера, розташованому під амвоном, напис «тут поховано тіло доктора сакральної теології Мартіна Лютера, який помер у році Христа 1546 року, 18 лютого, у своєму рідному місті Айслебен, проживши 63 роки, 2 місяці та 10 днів». Меланхтон проповідував при похованні Лютера. Скринька Лютера похована біля амвона, приблизно на 2,4 метра нижче підлоги нефа. Помітні поховання включають Каспара Циглера, ректора університету.
У церкві зберігаються статуї в натуральному розмірі, зроблені з алебастру Фрідріха III та його брата курфюрста Йоганна Саксонського, та кілька бронзових скульптур, також Фрідріха III та Іоана, які виконані Петром Вішшером Молодшим та Гансом Вішером. У церкві є багато картин, зроблених як Лукасом Кранахом Молодшим, так і Лукасом Кранахом Старшим.
Повнорозмірні статуї, які відображають форми природи, містять багато основних фігур Реформації: Ніколаус фон Амсдорф, Каспар Кресигер, Йоганн Бренц, Урбанус Регіус, Юстус Йонас, Георг Спалатін, Йоганнес Бугенгаген, Філіп Меланхтон і Мартін Лютер.